# Mohlsdorf-Teichwolframsdorf
Mohlsdorf-Teichwolframsdorf ist eine Landgemeinde im Landkreis Greiz (Thüringen), die zum 1. Januar 2012 aus dem Zusammenschluss der Gemeinden Mohlsdorf und Teichwolframsdorf entstanden ist.

## Geographie

### Geographische Lage
Die Landgemeinde liegt im Südosten des Landkreises Greiz. Im Osten und Süden bilden die Gemeindegrenzen zugleich die Landesgrenze Thüringens zu Sachsen. Zwischen den beiden Hauptorten erstreckt sich der Werdauer-Greizer Wald. Das Gemeindegebiet wird nach der naturräumlichen Gliederung des Landes Thüringen nördlich des Waldes zum Ronneburger Acker- und Bergbaugebiet und das südlich gelegene zum Naturraum Ostthüringer Schiefergebirge–Vogtland gezählt.

### Nachbargemeinden
Westlich grenzt die Stadt Greiz an das Gemeindegebiet, im Nordwesten und Nordosten die Stadt Berga-Wünschendorf und die zur Verwaltungsgemeinschaft Ländereck gehörende Gemeinde Seelingstädt. Im Osten grenzen die zum Landkreis Zwickau gehörenden Gemeinden Langenbernsdorf und Fraureuth sowie die Stadt Werdau an. Im Südosten liegen die Gemeinde Neumark und die Stadt Reichenbach im Vogtland, beide dem Vogtlandkreis zugehörig.

### Landgemeindegliederung
Vor ihrer Auflösung bestand die Gemeinde Mohlsdorf aus den Ortsteilen Gottesgrün mit Haide, Herrmannsgrün mit Waldhaus, Kahmer, Mohlsdorf sowie Reudnitz mit Eichberg und Neudeck, die Gemeinde Teichwolframsdorf aus den Ortsteilen Großkundorf, Kleinreinsdorf, Sorge-Settendorf, Teichwolframsdorf mit Zaderlehde und Waltersdorf mit Rüßdorf. Die beiden ehemaligen Gemeinden erhielten nach dem Zusammenschluss eine Ortschaftsverfassung und damit einen eigenen Ortschaftsrat sowie ehrenamtliche Ortschaftsbürgermeister.
Der Gemeindesitz befindet sich in Teichwolframsdorf.
Zum Gebiet der ehemaligen Gemeinde Teichwolframsdorf gehörte auch der devastierte Ort Katzendorf.

## Geschichte
Nachdem die Gemeinderäte der Gemeinden Mohlsdorf und Teichwolframsdorf Beschlüsse zur Auflösung der Gemeinden und zum Zusammenschluss zu einer Landgemeinde getroffen hatten, unterzeichneten die beiden Bürgermeister am 13. Januar 2011 den Gebietsänderungsvertrag. Mit dem Zusammenschluss wurde ebenfalls beantragt, den Vertrag mit der Stadt Berga/Elster, die seit dem 1. Januar 2008 für beide Gemeinden als erfüllende Gemeinde tätig ist, aufzuheben. Das Projekt wurde vom Innenausschuss des Thüringer Landtags zunächst abgelehnt. Nach Neuberatung stimmte der Landtag am 16. Dezember 2011 der Bildung der Landgemeinde zu.

### Einwohnerentwicklung
| - 2012: 5.116 - 2013: 5.057 - 2014: 4.987 - 2015: 4.924 - 2016: 4.874 - 2017: 4.847 | - 2018: 4.809 - 2019: 4.734 - 2020: 4.710 - 2021: 4.682 - 2022: 4.618 - 2023: 4.529 |

### Eingemeindungen
| Ehemalige Gemeinde | Datum           | Anmerkung |
| ------------------ | --------------- | --- |
| Gottesgrün         | 8. März 1994    | Eingemeindung nach Mohlsdorf |
| Großkundorf        | 25. März 1994   | Eingemeindung nach Teichwolframsdorf |
| Herrmannsgrün      | 1. Oktober 1922 | Eingemeindung nach Mohlsdorf |
| Kahmer             | 8. März 1994    | Eingemeindung nach Mohlsdorf |
| Katzendorf         | 1. Juli 1958    | Eingemeindung nach Großkundorf; Ort bereits 1952 wegen Wismut-Tagebau devastiert                                                                                                  |
| Kleinreinsdorf     | 1. Januar 1997  | Eingemeindung nach Teichwolframsdorf |
| Mohlsdorf          | 1. Januar 2012  | |
| Reudnitz           | 8. März 1994    | Eingemeindung nach Mohlsdorf; bereits vom 1. Oktober 1922 bis 31. Juli 1924 Ortsteil von Mohlsdorf der Weiler Neudeck gehörte bis 1955 zu Sachsen bzw. zum Bezirk Karl-Marx-Stadt |
| Sorge-Settendorf   | 1. Januar 1974  | Eingemeindung nach Teichwolframsdorf |
| Teichwolframsdorf  | 1. Januar 2012  | |
| Waltersdorf        | 1. Januar 1997  | Eingemeindung nach Teichwolframsdorf |

### Wirtschaftsgeschichte
In dem inzwischen devastierten Ortsteil Katzendorf befand sich ein Tagebau der SAG Wismut.

## Politik

### Gemeinderat
Der Gemeinderat von Mohlsdorf-Teichwolframsdorf setzt sich aus 16 Mitgliedern zusammen. Er wurde zuletzt am 26. Mai 2019 mit folgendem Ergebnis gewählt:
| Partei / Liste                                         | Stimmenanteil | Sitze | + / − |
| Christlich Demokratische Union Deutschlands (CDU)      | 47,3 %        | 8     | ± 0   |
| Sozialdemokratische Partei Deutschlands (SPD)          | 9,7 %         | 1     | − 1   |
| Die Linke                                              | 7,4 %         | 1     | − 1   |
| Interessengemeinschaft für Wirtschaft und Arbeit (IWA) | 24,5 %        | 4     | ± 0   |
| Freie Wähler Mohlsdorf                                 | 11,1 %        | 2     | + 1   |
| Wahlbeteiligung: 68,1 %                                |               |       |       |

### Bürgermeister
Erster hauptamtlicher Bürgermeister der Gemeinde Mohlsdorf-Teichwolframsdorf wurde Christian Häckert (CDU). Er erhielt bei seiner Wahl am 22. April 2012 rund 90 % der Stimmen bei einer Wahlbeteiligung von 61,75 %. Häckert war zuvor Bürgermeister der aufgelösten Gemeinde Mohlsdorf. Nach dem Tod von Christian Häckert wurde durch Stichwahl am 6. Oktober 2013 Frau Petra Pampel von der Interessengemeinschaft für Wirtschaft und Arbeit (IWA) neue Bürgermeisterin der Landgemeinde. Am 26. Mai 2019 wurde sie mit 64,6  % der gültigen Stimmen im Amt bestätigt. Der Mitbewerber René Thiele (CDU) erhielt 35,4 %. Die Wahlbeteiligung lag bei 68,0 %.
Zum stellvertretenden Bürgermeister wurde in der ersten konstituierenden Sitzung des Gemeinderats Herr Michael Täubert (CDU) gewählt.
Bei der Wahl am 26. Mai 2019 wurde Michael Täubert (CDU) außerdem zum Ortschaftsbürgermeister von Mohlsdorf gewählt. Gerd Halbauer (CDU) hat das gleiche Amt in Teichwolframsdorf inne.

### Gemeindepartnerschaft
Seit 1990 ist Selters (Taunus) in Hessen Partnergemeinde von Mohlsdorf. Diese Partnerschaft ist nach dem Zusammenschluss mit Teichwolframsdorf auf die Gesamtgemeinde übergegangen.

## Wirtschaft und Infrastruktur

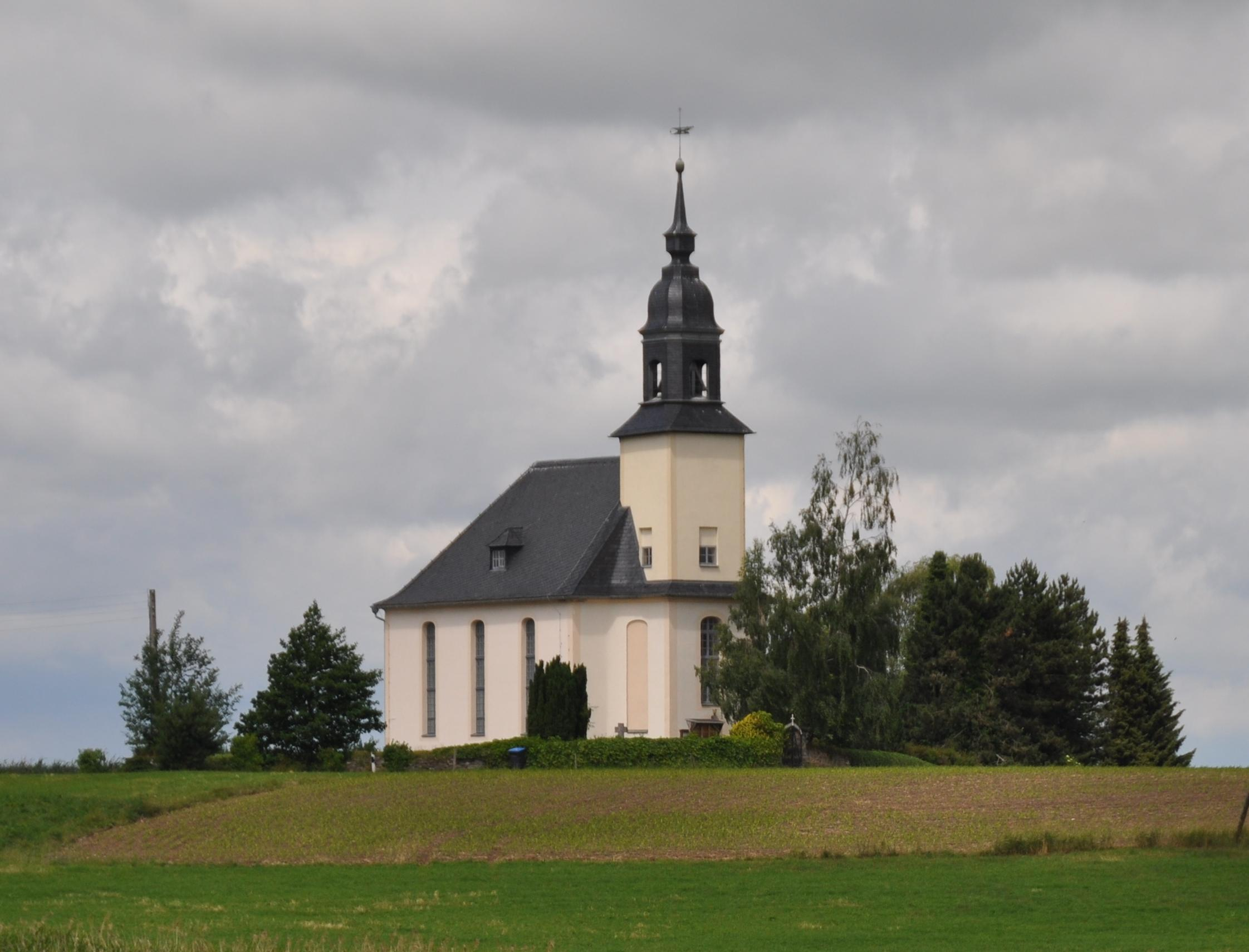
Kirche von Sorge-Settendorf

### Wasserver- und Abwasserentsorgung
Die Gemeinde Mohlsdorf-Teichwolframsdorf ist Mitglied im Zweckverband Trinkwasserversorgung und Abwasserbeseitigung Weiße Elster - Greiz. Dieser übernimmt für die Gemeinde die Trinkwasserversorgung und Abwasserentsorgung.

## Kultur und Sehenswürdigkeiten

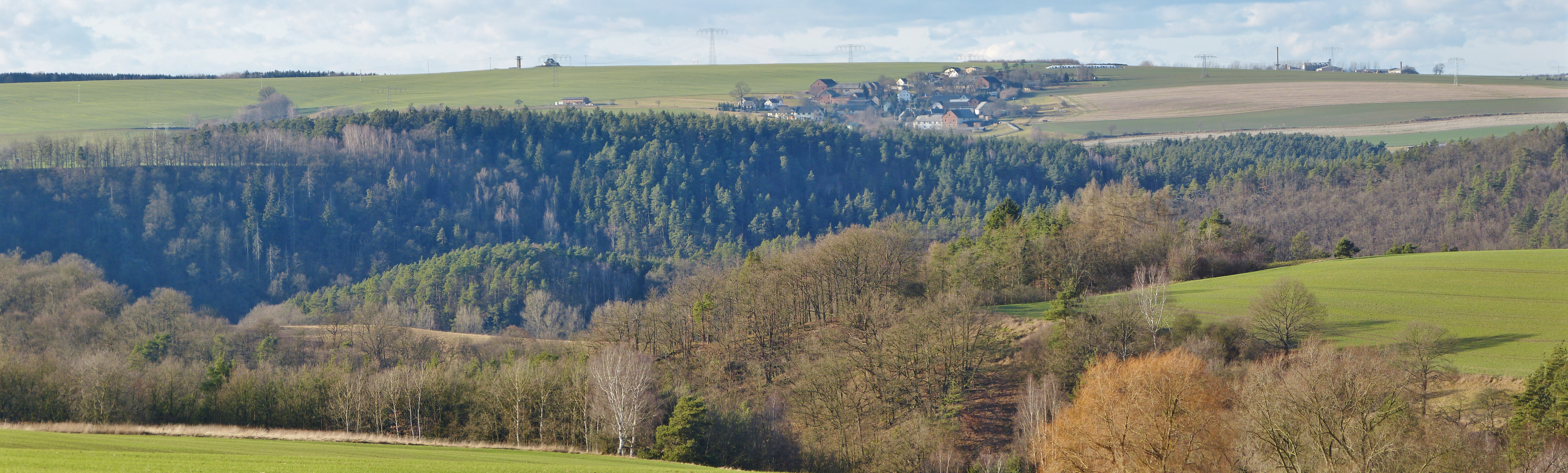
Hügel der "Rüßburg" im größten Mäander der Weißen Elster

- Zu den erhaltenen Gebäuden im durch den Uran-Bergbau der SDAG Wismut teildevastierten Ortsteil Sorge-Settendorf zählt die Kirche, die auf freier Fläche steht. Von dort kann man an klaren Tagen bis zum Völkerschlachtdenkmal sehen.
- Im äußersten Westen trifft man auf die Burgstelle Rüßburg, auch Altes Schloss, Hühnerhäusel oder Burg Querfurt genannt. Die auf dem westlichen Hochufer der Weißen Elster befindliche Befestigung beherrschte eine Furtstelle und wurde schon von den Slawen angelegt. Im Spätmittelalter wurde der Burgplatz erneut befestigt und mit der neu entstandenen Ortschaft Rüßdorf versehen.[7]
- In der Ortslage von Teichwolframsdorf, Ronnenburger Straße, befand sich eine weitere Burganlage, wohl der befestigte Wehrturm des Ortsgründers auf einem Hügel im Schutz eines Teiches. Die als Alter Schlossberg bekannte Burgstelle ist ein Bodendenkmal, von der noch im 19. Jahrhundert geringe Mauerreste erhalten waren.